# Razze di Halo
Questa pagina offre un elenco delle razze presenti nell'universo immaginario della serie di videogiochi Halo.

## Umani
Nell'universo di Halo, gli umani sono rappresentati dall'UNSC (United Nation Space Command), l'organizzazione militare mondiale che ha contribuito alla creazione dell'Impero Spaziale Coloniale e ora che questo è stato distrutto dai Covenant combatte strenuamente per proteggere la Terra. fornendo flotte, veicoli, armi, soldati ben addestrati ed Helljumpers (saltatori infernali, soldati specializzati che sanno paracadutarsi dallo spazio nel mezzo della battaglia). L'UNSC ha finanziato il progetto SPARTAN, un gruppo di supersoldati impiegati per domare l'Insurrezione delle Colonie Esterne. Si suole distinguere tra due categorie:
- Marines: la spina dorsale dell'UNSC. Sono equipaggiati con un'armatura rinforzata e un elmetto. Fisicamente superiori a Grunt, Jackal e Droni, sono molto più deboli di Elite e Brute.[4]
- ODST (Orbital Drop Shock Troopers): truppe speciali usate in missioni di particolare rischio. Tali soldati sono specializzati in operazioni di paracadutismo ed alta difficoltà per via di un differente addestramento rispetto ai normali soldati. Si distinguono per la loro armatura nera e al casco con visiera a cristalli liquidi. Sono in grado di usare molti tipi di armi e di veicoli, umani o alieni. Sono contraddistinti dai rispettivi gradi: i sergenti hanno spalline rosse, i soldati grigie (in Halo: Reach è possibile ottenere i pezzi di questa armatura).[2]
- Spartan: supersoldati soggetti ad un processo di accrescimento tramite potenziamento in giovane età della massa muscolare e degli organi sensoriali e indottrinamento, quest'ultimo simile a quello dell'agoghé spartana (a cui si deve il nome delle unità).[5] Inizialmente impiegati per il mantenimento della pace nelle colonie terrestri, si sono poi rivelati la migliore arma contro i Covenant dopo lo scoppio della guerra. Esistono quattro progetti: SPARTAN I (ORION), SPARTAN II, SPARTAN III e SPARTAN IV. Gli SPARTAN I furono un fiasco e i pochi sopravvissuti alle modifiche genetiche per diventare più forti sono impiegati singolarmente come forze speciali.[5] Gli SPARTAN II sono stati quasi tutti uccisi con l'occupazione di Reach: solo John-117 e gli Spartan intrappolati nel nucleo di Onyx (Fred-104, Linda-058 e Kelly-087) più Kurt-051 che addestrerà gli SPARTAN III si sono salvati. Gli SPARTAN III, super-soldati più economici considerati sacrificabili, sono ancora in fase di addestramento. L'ultimo progetto, approvato dall'UNSC nel dopoguerra (SPARTAN IV) andrà ad allenare volontari adulti (a differenza dei progetti I, II e III che utilizzavano dei bambini) nella grande astronave umana UNSC Infinity.

## Covenant
(Profeta della Verità, Halo 3)
I Covenant sono un'alleanza di svariate razze aliene allestita grazie alle abilità diplomatiche e demagogiche di leader noti come Profeti e tenuta insieme da vincoli religiosi. L'obiettivo primario per perseguire quello che è un percorso mistico noto come "Grande Viaggio" è attivare Halo (c.d. anello sacro), antica struttura dei Precursori, figure venerate come dei. I Covenant hanno vagato per anni nel cosmo cercando tracce dei Precursori e assoggettando qualsiasi razza aliena incontrassero. I Profeti però li convinsero che la specie umana non era degna di unirsi ai Covenant, essendo anzi un insulto agli dei. Così, per 30 anni, i Covenant condussero (con successo, grazie alla superiorità tecnologica derivata dai numerosi artefatti dei Precursori che hanno imparato a usare e riprodurre) una campagna genocida contro gli umani, fino allo scoppio (fine 2552) di una violentissima guerra civile che vide gli Elite ribellarsi ai Profeti, dopo che questi avevano ordinato ai Brute di sterminarli, poiché essi iniziavano a dubitare dei profeti e intuire la verità. Molti Unggoy si schierarono con i Sangheili, così come la stragrande maggioranza dei Mgalekgolo. Dalla parte dei Jiralhanae vi erano i San'Shyuum, i Kig-Yar e gli Yanme'e. La fine della guerra (2553) vide gli Elite emergere vittoriosi, grazie all'alleanza forzata con l'UNSC e la tregua momentanea con i Flood (decisa dalla Mente Suprema, che tentò poi di tradire i suoi alleati ma venne sconfitta da John-117 e l'Arbiter, che attivarono il rimpiazzo del primo Halo, che come aveva detto il Guardiano la sua attivazione prematura avrebbe distrutto l'Arca, che esplose e sterminò i Flood). Di seguito elenchiamo le specie appartenenti ai Covenant.

### Grunt (Unggoy)
Alti circa un metro e mezzo e relativamente deboli, i Grunt tendono a spostarsi in branchi e a rimanere nelle vicinanze di alleati più potenti come ad esempio Elite, ma anche Brute. Presi individualmente sono facili da sopraffare ma in gruppo possono essere temibili: Master Chief, in The Fall of Reach, ricorda come "li aveva visti gettarsi contro i loro nemici finché i loro cadaveri non erano ammassati a decine nelle circostanze... ma a quel punto i nemici avevano finito le munizioni.". Le loro ingombranti armature sono munite di un sistema di sopravvivenza incorporato, che riproduce le condizioni climatiche ed atmosferiche del loro gelido pianeta natale Balaho (i Grunt respirano metano e benzene). Paurosi e inclini al panico, vengono costretti ad eseguire gli ordini dal timore nei confronti dei loro alleati più potenti: spesso fuggono quando il loro superiore è ucciso urlando "il capo è morto, scappiamo!". Durante la guerra civile gran parte di loro si schierò con i ribelli Elite, ma molti furono costretti con la forza a restare al servizio dei Brute.
Talvolta, questi esseri hanno imparato ad arrampicarsi per raggiungere posizioni strategiche, e alcuni hanno persino tendenze suicide: si lanciano contro il nemico come kamikaze tenendo in mano due granate al plasma. Sono stati visti utilizzare vari tipi di armi, tra cui pistole al plasma, fucili al plasma, pistole ad aghi, ma anche fucili a combustibile e i vari tipi di torrette.
I Grunt hanno diversi gradi, nessuno dei quali permette però loro di esercitare una grande influenza sulle altre specie.
Grunt Minor: Sono usati principalmente come carne da cannone e la loro debole armatura arancione li protegge solo dalle armi leggere. Fuggono alla morte del loro comandante e sono solo parzialmente pericolosi quando utilizzano le granate.
Grunt Major: Sono Grunt di grado direttamente superiore ai Minor, poco coraggiosi e abili, risultano una minaccia solo in gruppo. Dovrebbero comandare una squadra di Minor nel caso di morte dell'Elite o Brute responsabile ma molto spesso fuggono insieme ai proprio commilitoni. Sono dotati di una poco resistente corazza rossa e armi leggere.
Grunt Cannoniere: Usati come unità di supporto alla fanteria regolare o come mitraglieri o piloti sui veicoli, questi Grunt sono addestrati nell'utilizzo delle armi pesanti quando sono a terra. La loro corazza verde è poco resistente e possono facilmente essere eliminati con colpi alla testa.
Grunt Ultra: Sono i Grunt più alti di grado e gli unici che hanno una seppur minima influenza su Jackal e Droni di basso rango, spesso comandano piccole squadre di Grunt e hanno armatura e serbatoio di metano color argento o bianco. In Halo: Reach sono provvisti di un elmo protettivo aggiuntivo che fornisce una protezione limitata dai colpi alla testa.
Grunt Spec-Ops: In seguito a una ribellione di Grunt svoltasi prima della guerra Umani-Covenant alcuni dei combattenti migliori furono accolti nelle squadre speciali insieme agli Elite. Provvisti di armi pesanti e una resistente armatura nera, difficilmente fuggono alla morte del comandante, tentando piuttosto di vendicarlo con l'ausilio di granate.

### Jackal (Kig-Yar)
Sono alti circa 1 metro e 95 cm; dotati di vista, udito e olfatto sviluppatissimi e simili nell'aspetto ad un curioso incrocio fra rettili e uccelli, i Jackal fungono da esploratori e assassini, nonché da ottimi cecchini, per le forze dei Covenant. Usano pistole al plasma, pistole ad aghi e un potente scudo di energia circolare per ovviare alla propria debolezza fisica. Questo scudo è efficace se non sottoposto ad una potenza di fuoco eccessiva, e si dissolve alla morte del combattente. Un Jackal in una posizione favorevole può tenere testa a vari Marine. Le granate risultano molto valide contro i Jackal, e la feritoia che utilizzano per sparare è al contempo un varco nello scudo protettivo. Durante la guerra civile rimangono fedeli ai Brute e ai Profeti, che li considerano migliori dei Grunt, nonostante le rispettive caste siano socialmente equivalenti. I Jackal si sono distinti in due gradi: Minor e Major; in Halo: Combat Evolved nella versione PC Gearbox questa differenza è indicata dal colore della pelle, mentre nella versione per Xbox, Master Chief Collection e negli altri episodi è il colore del loro scudo a distinguerli; i Jackal cecchini non sono invece provvisti di scudo di energia.

### Elite (Sangheili)
Vi sono vari tipi di Elite, ma tutti sono alti circa 2 metri e 60, e sono molto più forti e agili di un essere umano, di pari intelligenza (media). Hanno un grande senso dell'onore, che mettono al primo posto in caso di battaglia. Il loro rango sale a seconda di quanti nemici abbiano eliminato in guerra e quanto valorosi si siano dimostrati. Sono dotati di uno scudo di energia protettivo ricaricabile simile a quello degli SPARTAN, ed alcuni di essi (solo i gradi Special Ops, Stealth ed Ultra) utilizzano anche un avanzatissimo sistema di mimetizzazione. Sono stati da sempre il cuore ed il cervello dell'armata Covenant: valorosi guerrieri sul campo di battaglia, abili strateghi nel quartier generale. Ultimamente però si sono moltiplicati episodi di Elite scettici sulla natura del “Grande Viaggio” vaticinato dai Profeti, così questi ultimi hanno dichiarato gli Elite eretici ordinando ai loro eterni rivali, i Brute, di sterminarli. Gli Elite hanno così organizzato un movimento di resistenza ribelle, alleandosi con gli Umani. Il colore delle loro armature varia a seconda del loro rango:
Elite Minor: Sono poco scudati e con l'armatura di colore blu, sono il grado più basso degli Elite.  Essendo i soldati Elite più inesperti, tendono occasionalmente a compire errori tattici imprudenti, come stare sulla linea di tiro di un alleato o fare lunghe pause per ruggire contro il nemico prima di attaccare. Comandano piccole squadre di Grunt o Jackal.
Elite Major: Armatura di colore rosso, porpora o addirittura tendente al marroncino, i loro scudi sono miglior di quelli di un minor poiché sono un grado intermedio degli Elite. Possono comandare squadre da 12-16 alieni composte da Elite Minor e specie poco di basso rango. Sono chiamati Elite Officer in Halo: Reach.
Elite Ultra: Armatura di colore bianco, sono Elite che spesso comandano grosse unità di terra e assumono il ruolo di comandanti sul campo, sono pesantemente scudati e per il corpo a corpo sfoderano una lama energetica.
Elite Generale: Armatura particolarmente elaborata di colore dorato con luminosi glifi decorativi arancioni, svolgono essenzialmente gli stessi compiti di alto comando degli Zealot, ma a differenza loro devono il loro grado più ai nemici massacrati che alla loro effettiva devozione alla causa.
Elite Stealth: Hanno la mimetizzazione sempre attiva ma che neutralizza i loro scudi energetici, la loro armatura varia dall'azzurro chiaro al grigio. Sono un grado poco rispettato per via della grande importanza che gli Elite danno all'onore, tuttavia sono assassini temibili.
Elite Ranger: Volontari delle truppe regolari che usano Jetpack e hanno corazze per il combattimento in assenza di gravità e ossigeno di colore bianco. Sono spesso armati con 2 fucili al plasma. Il loro grado equivale ai Minor nonostante eseguano missioni più pericolose.
Spec-Ops: Anch'essi usano quasi ogni tipo di arma Covenant, hanno un'armatura nera (in Halo 3 è blu scuro e di tipo Assalto) e vengono lanciati dallo spazio in delle capsule quasi come gli ODST, hanno un sistema di mimetizzazione attiva, meno durevole di quello degli Elite Stealth che non intacca gli scudi. Sono Elite ben addestrati e scudati quanto un major, nonostante siano la controparte Spec Ops degli Elite Minor regolari.
Spec-Ops Officer: Elite Spec Ops comandanti, come tutti gli altri Spec Ops usano praticamente tutte le armi a loro disposizione (lame energetiche, granate al plasma ecc.), la loro armatura ha un colore violaceo, non vengono visti in Halo 3 ma in Halo 3 ODST se ne trovano alcuni morti. Comandano squadre di Spec Ops in battaglia. Il loro grado è quasi comparabile agli Ultra.
Spec-Ops-Commander: È il comandante supremo delle forze speciali, ha un'armatura completamente bianca argentata e il suo è un grado molto elevato nell'esercito..
Spec-Ops Stealth: Hanno l'armatura di color marrone, sono degli Spec-Ops che hanno sempre la mimetizzazione attiva, ma che intacca i loro scudi.
Elite Guardia d'Onore: L'armatura ha una forma simile a quella del grado direttamente superiore ma è rossa. Adempiono a compiti simili ai loro superiori ma di minore importanza.
Elite Guardia d'Onore Ultra: Hanno un'armatura bianca elaborata con elementi di arancione, difendono in prima persona i Gerarchi.
Elite Zealot: Armatura di colore rubino, sono Elite aristocratici e profondamente devoti alla religione dei Covenant. Con ampissima esperienza militare, portano sempre con loro una lama energetica. Quando prendono parte al combattimento assumono ruoli di elevata importanza.
Esistono 3 tipi di Zealot, quello di grado più alto (come Thel 'Vadam, l'Arbiter di Halo 2 e 3) possono comandare un'intera flotta, via via ci sono Zealot di grado più basso, che comandano rispettivamente unità terrestri o singole navi da battaglia.
Consiglieri: Grado politico molto alto per gli Elite. Per importanza, sono paragonabili a profeti minori e compaiono in alcuni livelli e filmati di Halo 2.
Arbiter: Grado altissimo, ma usato quasi come una punizione, gli Arbiter sono dei grandi guerrieri che commettono un'eresia e compenseranno l'onore perduto con la morte in battaglia. La loro armatura cerimoniale è grigia e ricoperta da glifi sacri ai Covenant. Può esistere un solo Arbiter alla volta.
Imperial Admiral: Il più alto grado che un Elite possa ottenere in marina, superiori anche agli Zealot, non essendo inferiori praticamente a nessuno prendono ordini direttamente dai Gerarchi. La loro armatura è argentea con glifi sacri dorati, non appaiono mai nei videogiochi ma soltanto in un romanzo.

### Cacciatori (Mgalekgolo)
I Cacciatori, i più grandi e pericolosi esseri dei Covenant, sono alti circa 3,6 metri, ma in assetto da battaglia si contraggono fino a un'altezza di circa 2,5 metri. Combattono con un fucile a barre di combustibile integrato direttamente nell'armatura e talvolta anche per mezzo della loro enorme forza fisica. Sono protetti da una pesantissima armatura praticamente inattaccabile (che tuttavia lascia diversi punti scoperti, come la zona di schiena e addome, presumibilmente per facilitare la loro sconfitta nei videogame) e un enorme scudo metallico quasi impenetrabile, fabbricato in una lega sconosciuta, che usano a volte come arma nel corpo a corpo. Non sono organismi singoli, ma masse di creature vermiformi (Lekgolo) lunghe pressappoco 1,4 metri controllate da un intelletto collettivo (i Lekgolo sono di fatto assimilabili alle cellule, solo molto più grossi e meno numerosi: la coscienza e i pensieri di un Cacciatore sono quelli di un individuo singolo). Viaggiano sempre in coppie legate da vincoli di fratellanza. Comunicano solo fra di loro o con gli Elite, con i quali in parte si schierano durante la guerra civile. In Halo 3: ODST esistono dei Cacciatori di color oro che sparano colpi singoli di combustibile invece che un raggio continuo e sono più resistenti dei normali Cacciatori blu. Poiché sono creature collettive, sono immuni a tutte quelle condizioni che normalmente uccidono al primo colpo un individuo (come l'aver una granata al plasma attaccata, l'essere stato colpito da troppi aghi insieme..) dato che queste condizioni liquidano meno della metà delle creature vermiformi da cui sono composti, cercare di avere la meglio su di loro con armi a proiettili umani o al plasma è difficile per via della loro armatura molto resistente, tranne nei punti scoperti e alla schiena mentre sono molto vulnerabili ai colpi esplosivi di Lanciarazzi, Laser Spartan ecc. Se si vuole ucciderli con pochi colpi basta colpirli con il Fucile di Precisione alla schiena.

### Brute (Jiralhanae)
I Brute fanno parte dei Covenant da diverso tempo, ma solo ultimamente il loro numero ed il loro peso politico e militare si sono fatti rilevanti. Simili a giganteschi gorilla dal pelo inizialmente bruno che si schiarisce con l'età e ne è un esempio Tartarus. I Brute sono fisicamente più forti e resistenti degli Elite, ma meno intelligenti. Anche se agli esordi del loro successo erano sprovvisti di scudi energetici, per l'assalto alla Terra sono state forgiate nuove corazze, dotate di resistenza simile agli scudi energetici, ma non rigenerabili. Sono una razza violenta, scontrosa e primitiva e tutte le armi da loro utilizzate (pistola Brute, fucile Brute, fucile a spuntoni, Mauler e martello gravitazionale) sacrificano la precisione in favore della potenza. Perdono facilmente il controllo, soprattutto se rimangono in pochi o gravemente feriti, ed è necessario un capo perché non vadano al massacro. Non esitano quindi ad aggredire l'avversario a mani nude. I Profeti, i quali ritenevano i Brute più facilmente manipolabili degli Elite, hanno ordinato di sterminare questi ultimi ai Brute, da sempre invidiosi dell'importanza degli Elite. Si muovono sempre in un branco costituito talvolta anche da qualche unità Jackal e raramente Grunt o Droni, verso i quali sono capaci delle medesime atrocità che dovrebbero riservare ai nemici.
Prima dell'attacco alla Terra esistevano solo 4 gradi Brute:
Brute Soldato: Armato di fucile al plasma Brute o di un fucile a spuntoni, protetto da una debole corazza blu sprovvista di scudi, dopo la distruzione della corazza attaccano il nemico a mani nude
Brute Capitano: Armato di fucile Brute o a concussione guida squadre di Brute soldati o specie minori in battaglia. È protetto da un'armatura gialla di media resistenza e sprovvisto di scudi
Brute Comandante: Armato di martello gravitazionale o fucili a combustibile, è protetto da una resistente armatura marrone, da deboli scudi energetici e il suo unico punto debole è alla testa che rimane scoperta visto che è protetta solo da un elmo molto alto di colore arancione scuro. Guida intere squadre Brute in battaglia.
Chieftain dei Brute: il comandante di tutti i Brute, presente solo in Halo 2 (impersonato da Tartarus) usa il Martello
Gravitazionale Pugno di Rukt ed è equipaggiato con l'invincibilità, che al contrario dei semplici Brute Chieftain di Halo 3, è infinita, e servono numerosi danni per disattivarla temporaneamente, in Halo 2 tutti gli Elite di altissimo grado che lo hanno attaccato con la Lama Energetica sono morti, inesorabilmente schiacciati dal potentissimo Martello Pugno di Rukt.
Su Halo 3 invece, i Brute hanno una gerarchia ben più complessa (sono inseriti in ordine crescente per importanza):
Brute Minor: Hanno un'armatura di colore blu-verdastro e usano solitamente Fucili a Spuntoni, Mauler, Carabine, Fucili a Particelle e Fucili Brute; usano Coperture portatili.
Brute Maggiore: Hanno un'armatura blu simile a quella del Brute Ultra, sono solitamente armati con Mazzuolatori o Fucili a Spuntoni, Fucili Brute, Fucili al Plasma, Fucili a Particelle e Granate a Spuntoni; usano Coperture portatili.
Brute Ultra: Con armatura violacea ed un semplice elmetto, sono armati solitamente con Carabine Covenant, Mazzuolatori o Fucili a Spuntoni e Granate a Spuntoni, alcune volte usano il Fucile Brute.
Capitano: hanno un'armatura color porpora-rosso, simile a quella degli altri Capitani. Sono solitamente armati con Fucili Brute, Carabina, Fucili a Spuntoni o con Fucili al Plasma; sono equipaggiati con Scudi a Bolla, Razzi o Disturbatori Radar.
Capitano Maggiore: hanno un'armatura identica a quella del Capitano Ultra, se non fosse per il color giallo e la minor resistenza. Usano solitamente Fucili Brute, Fucili a Spuntoni, Fucili al Plasma, Carabine e Fucili a Combustione; sono equipaggiati con Scudi a Bolla, Razzo, oppure con Prosciugatori Energetici. Sono i più comuni capitani.
Capitano Ultra: caratterizzato dall'armatura blu, l'elmo "cornuto" che copre parzialmente la faccia, sono armati solitamente con Fucili Brute o Fucili a Combustibile ma possono anche essere armati con Fucili al Plasma o a Spuntoni. Sono un grado abbastanza elevato e raro, visto che la maggior parte dei Capitani è di altro tipo.
Stalker: Hanno un'armatura grigiastra-nera che non protegge la testa, sono equipaggiati con l'Invisibilità Attiva, Disturbatore Radar e con Razzi; sono armati con un Fucile a Spuntoni, Mauler, Fucili Brute e Fucili al Plasma con Granate Incendiarie. Sono la controparte degli Elite Stealth.
Jump Pack Minore: Il grado più basso dei Brute Jump Pack, hanno un'armatura blu, un jetpack e solitamente sono armati di fucile al plasma.
Jump Pack Maggiore: Il grado intermedio dei Brute Jump Pack, hanno un'armatura rossastra e anch'essi un Jetpack.
Jump Pack Capitano: Il grado maggiore dei Brute che fanno da controparte agli Elite Ranger, hanno un'armatura dorata e hanno un Jetpack che gli permette di fare lunghi balzi.
Guardia Del Corpo: simili a dei Brute Capitani Maggiori, ma con il colore tendente più al grigio, sono le guardie del corpo di Brute di grado maggiore o del Profeta Della Verità; sono equipaggiati con Prosciugatori o con Rigeneratori; sono armati con Mauler, con Carabine e con Fucili a Spuntoni.
Brute Guardia D'Onore: armati con Fucili al Plasma Brute o di Fucili Brute (e di una Lancia Cerimoniale, non usata in battaglia), sono le guardie del corpo dei Profeti.
Brute Chieftain: Equipaggiati con l'invincibilità (che non ha una durata infinita ma solo temporanea) e con un'armatura marrone e rossa con un elmo elaborato, non gli si possono attaccare granate a Spuntoni e al Plasma, sono armati di Martelli Gravitazionali.
Brute War Chieftain: Armatura molto simile a quella del Brute Chieftain, tranne per il colore (i War Chieftain hanno un'armatura oro) e sono armati con Cannoni al Plasma, Fucili a Combustibile e Fucili a Spuntoni, non gli si può attaccare una Granata al Plasma o a Spuntoni alla loro armatura; sono equipaggiati con il Prosciugatore Energetico e con il razzo. Sono il grado Brute più alto visto in battaglia su Halo 3 e Halo 3: ODST.

### Droni (Yanme'e)
Insettoidi molto intelligenti, I Droni sono in grado di volare e di appendersi a qualsiasi superficie verticale. Di colorito solitamente verdastro e dotati di due paia di ali pilotano le astronavi dei Covenant e nei campi di battaglia si muovono in sciami, armati di Pistole al Plasma e qualche volta ad Aghi. Durante la guerra civile rimasero al fianco dei Covenant, tra i quali tuttavia sono scarsamente integrati. Sono stati aggiunti alle forze armate di recente (prima lavoravano come piloti e occasionalmente meccanici) ma scarsamente, nonostante la loro grande intelligenza. Generalmente utilizzati come assassini professionisti, la loro capacità di volare, soprattutto in assenza di gravità, li rende ottimi da utilizzare contro truppe terrestri. Sono armati con Pistole al Plasma o ad Aghi e alcuni (di grado superiore con un'armatura rossastra, l'unica ad essere dotata di scudi energetici) usano Fucili al Plasma.
In Halo 3: ODST e Halo: Reach sono stati aggiunti più gradi di essi.

### Profeti (San'Shyuum)
I misteriosi Profeti sono le più importanti autorità politiche e religiose dei Covenant, poiché hanno studiato a fondo i Precursori e detengono la conoscenza relativa al “Grande Viaggio” (non si sa se credano veramente alla loro stessa dottrina o se la utilizzino solo come strumento di potere). Non si vedono mai sul campo di battaglia, e combattono solo in caso di pericolo (come nel livello "Rimorso" in Halo 2). Attraverso gli ultimi contatti con la cultura Covenant, si è venuta a conoscere l'esistenza di un Gran Consiglio costituito da Elite, Profeti e Profeti Gerarchi, che prendono le decisioni definitive basandosi sulle direttive del Gran Consiglio, anche se a volte fanno "di testa loro": sono stati infatti loro a promuovere il Comandante Supremo della Flotta di Particular Justice al ruolo di Arbiter per ritrovare l'onore perduto, nonostante il Gran Consiglio avesse votato per la sua condanna a morte per eresia. I Gerarchi erano tre: Rimorso, Pietà e Verità. Il primo è stato assassinato da John-117 a metà degli eventi di Halo 2 e successivamente assimilato dai Flood, il secondo è stato ucciso sempre dai Flood (e lasciato morire dal collega Verità) e il terzo è stato ucciso dall'Arbiter verso la fine degli eventi di Halo 3, infliggendo così il colpo di grazia all'alleanza dei Covenant. Essi controllano completamente la tecnologia Covenant (in gran parte copiata da quella dei Precursori), nonostante la loro debolezza fisica li renda estranei ai campi di battaglia. La loro razza era limitata a circa 23 milioni di individui prima degli eventi di Halo 2 e Halo 3. A causa dell'attacco dei Flood ad Alta Opera ne rimasero soltanto mille circa, condannati e tenuti prigionieri dagli Elite dopo gli eventi di Halo 3.

### Engineer (Huragok)
Il corpo degli Engineer è pieno di gas che permette alle creature, dotate di quattro tentacoli prensili (con cui comunicano, analizzano, smontano e riparano gli oggetti), di fluttuare nell'aria. Gli Engineer non combattono, ma riparano le navi e la tecnologia Covenant danneggiate e aiutano i Profeti nello studio dei Precursori. Gli Engineer sono nominati nel libro Halo: La Caduta di Reach e uno di essi ("Più Leggero di Altri") svolge un ruolo principale nel libro Halo: Contatto su Harvest aiutando gli umani nell'evacuazione del pianeta Harvest riattivando l'intelligenza artificiale scollegata dal resto dei Covenant. Non compaiono nella versione finale del videogioco se non però in Halo Wars come unità di supporto, in Halo: Reach come supporto alle truppe Covenant e in Halo 3: ODST anch'essi come supporto alle truppe Covenant e un Huragok in particolare, "Veloce ad Adattarsi", assorbì l'intelligenza che controlla la città di Nuova Mombasa (Virgil) diventando così un alleato dell'UNSC. In Halo: Reach e in Halo 3: ODST l'Engineer ricopre con uno scudo di energia le unità alleate vicine per cui se volete uccidere i nemici protetti dallo scudo dovete farli allontanare dall'Engineer o distruggerlo.
Per qualche misteriosa ragione è presente nei dati di Halo: Combat Evolved, con un modello molto poco dettagliato. Può essere visto esclusivamente inserendolo via Mod. Probabilmente è stato inserito come una prova, o per un test della grafica. Sta di fatto che è provvisto di alcune animazioni e quindi potrebbe anche essere stato semplicemente tagliato.

## Flood
(Mente Suprema, Halo 2)
I Flood sono organismi parassiti creati dai Predecessori. I Flood hanno un ciclo vitale molto complesso, contagiano qualsiasi essere vivente con cui entrano in contatto rendendolo uno di loro e nonostante la loro natura di parassiti sono estremamente intelligenti, fatto che gli permette di imparare a utilizzare qualsiasi tipo di arma o tecnologia trovino. Circa 100.000 anni fa i Flood e i Precursori entrarono in conflitto, e questi ultimi alla fine ebbero la meglio sui parassiti, costruendo le installazioni Halo, per poi racchiuderne alcuni campioni nelle installazioni Halo nella speranza di trovare un modo meno apocalittico per distruggerlo. Il Flood arrivò nella Via Lattea e incontrò i Precursori sul pianeta G617g e per fermarli i Precursori furono costretti ad attivare gli Halo, un complesso di strutture ad anello che emettono una frequenza armonizzata mirata a distruggere determinate parti neurali degli organismi senzienti, distruggendo se stessi, in modo da togliere ai Flood il nutrimento necessario per sopravvivere e farli quindi morire di fame. I recenti eventi della guerra fra Umani e Covenant hanno portato alla scoperta di un Halo e ad una fuga dei Flood. Ecco alcune forme che il parassita assume:
Forma Infettiva:
stadio iniziale del parassita. Sferici, verdi, dotati di tentacoli per muoversi, questi esseri non sono più grandi di un pallone da calcio e sono avversari estremamente temibili (in grande numero) per ogni forma di vita con sufficiente biomassa e riserve di calcio per poter essere infettata. Anche uno Spartan, se il suo scudo è abbassato, dovrebbe guardarsene (è possibile che il fatto che l'armatura MJOLNIR sia cablata al sistema nervoso degli Spartan renda i supersoldati immuni all'infezione, ma questo non è confermato, e comunque un Flood può sempre scavare e danneggiare gravemente la carne). Scovano la preda con le antenne sensibili e l'aggrediscono in grandi gruppi. Una volta distrutto completamente il sistema nervoso con particolari neurotossine a diffusione sinaptica, si scavano un varco fra le sue carni e cominciano ad iniettare spore Flood, che trasformano l'organismo mutandolo geneticamente e, nel caso l'ospite abbia cessato il suo ciclo vitale, immettono nel corpo anche particolari cellule staminali che riportano in "vita" la vittima. Dopo un breve lasso di tempo dall'infezione gli organi interni iniziano a liquefarsi per servire da nutrimento.
Forma da Combattimento:
Le Forme da Combattimento sono i Flood più tenaci e letali: quando una Forma Infettiva contagia un umano o un Covenant Elite, Brute, Grunt o Jackal (gli ultimi due solo in Halo Wars o tramite Mod), questi si trasformano: la testa diventa inutile e pende all'indietro, il torace, che contiene i centri nervosi del Flood, sviluppa antenne sensoriali, il braccio sinistro si ricopre di tentacoli che il mostro usa come potente frusta. Questi Flood sono estremamente forti ed agili (sono capaci di saltare anche quattro metri), continuano a combattere anche se orrendamente mutilati in quanto la Forma Infettiva non possiede un vero e proprio senso del dolore e possono utilizzare qualsiasi tipo di arma. Possono anche guidare ogni veicolo (visto finora solo nel livello di Halo 2 "Zona di Quarantena"), anche se in maniera maldestra e spesso suicida (tanto che alcuni Flood cadono da soli nei burroni, oppure uccidono altri Flood).
Forma da Trasporto:
La forma da trasporto si forma dall'infezione di corpi con biomassa insufficiente per creare forme da combattimento, come ad esempio l'infezione di corpi Grunt, Jackal, oppure Droni. Questi elementi trasportano le spore Flood. All'esplosione di questi individui vengono rilasciate le spore, pronte ad infettare gli organismi sani.
Queste creature sono lente, goffe e formate da gas che tiene in incubazione le forme infettive. Il gas viene rilasciato dalla creature se una di esse è troppo vicina al giocatore oppure se è stata pesantemente danneggiata.
Tuttavia è possibile evitare la loro esplosione uccidendoli con una Granata Incendiaria.
Mutaforma:
Questi Flood non sono corpi ospiti infetti, bensì agglomerati di calcio e biomassa Flood, assemblati per mimare i vari tessuti di un organismo vivente. Cominciano ad apparire nello stadio dell'invasione Flood in cui i parassiti sono comandati da una Mente Suprema ed hanno acquisito conoscenza sufficiente per spostarsi di pianeta in pianeta. Se ne conoscono tre tipi, ciascuno dei quali può trasformarsi in uno degli altri due quando vuole: lo "Stalker", di forma insettoide, è molto veloce e non attacca pressoché mai, il "Ranged" non può muoversi ma scaglia i suoi aculei agli avversari, il "Tank" somiglia a una versione più grossa, resistente e forte delle normali Forme da Combattimento, anche se non può usare armi o muoversi velocemente come loro. Lo "Stalker" può essere ucciso semplicemente prendendolo a pugni, il "Ranged" viene eliminato facilmente con pochi colpi di Fucile al Plasma e il "Tank" muore dopo aver subito un'ingente quantità di danni oppure con un solo colpo di lama energetica (reperibile in Halo 3 nella quinta missione su un relitto di un ascensore).
Forma Cervello:
Al contrario dei suoi simili, questo Flood è incapace di muoversi. È composto da svariati corpi di vittime dalle quali attinge nutrimento e di cui riesce ad assorbire la conoscenza. In questo modo può coordinare gli attacchi degli altri Flood o prendere controllo di reti di computer tramite le terminazioni nervose dei suoi tentacoli. Infatti nel primo gioco della saga, quando Master Chief entra nell'incrociatore, trova il capitano Keyes trasformato in questa forma.
Mente Suprema:
Se ne conosce un solo esemplare, osservato sull'Installazione 05. È una creatura antichissima, ed è dotata di tentacoli lunghi chilometri e di una straordinaria conoscenza di Halo, dei Covenant e degli Umani, conoscenza che ha assorbito dalle centinaia di corpi che ha consumato. Controlla tutti i Flood ed è in grado di parlare (in lingua originale si esprime in rima).
Sciame Flood:
Gli Sciami Flood sono una forma Flood volante, risultato dell'infezione di un volatile sconosciuto.
Devono il loro nome all'abitudine di volare in grossi sciami, abitudine che si deve alla vulnerabulità della singola forma.
Il loro attacco consiste nel lanciare spore Flood addosso ai nemici.
Compaiono solo in Halo Wars.
Formazione Bombardiere:
Questa creatura appare solo su Halo Wars. È una forma Flood volante, che sgancia uova Flood, che contengono le Forme di Infezione. Tuttavia nei movimenti è molto lento.
Juggernaut:
Il Juggernaut è un gigantesco Flood dotato di due lunghi e potenti tentacoli che doveva far parte della campagna di Halo 2 ma non fu inserito, anche se è attualmente incluso nel disco e può essere fatto apparire in alcuni punti del livello "Alta Opera" via mod (non ha un'animazione per la morte, quindi quando eliminato si limiterà a restare immobile). Si pensa possa essere formato da più cadaveri fusi insieme; nei primi tempi dopo la sua scoperta lo si credeva la forma Flood di un Cacciatore, ma questa teoria è stata ampiamente confutata in quanto i Cacciatori sono organismi collettivi e quindi immuni all'infezione.

## Precursori
(343 Guilty Spark, Halo 3)
Dopo quanto rivelato in Halo 3 da Verità, e scoperto grazie all'Oracolo della Dreadnought (Contatto su Harvest), I Precursori (Forerunner) sono una razza antenata, o quanto meno legata, di noi Umani. A noi lasciarono il compito di attivare gli anelli qualora ce ne fosse stato bisogno, e infatti solo gli Umani possono attivare le loro tecnologie in quanto eredi genetici dei Precursori. Per questo motivo hanno deciso di costruire il portale che conduce all'Arca proprio sul nostro pianeta natale, la Terra. È evidente che i Precursori erano straordinariamente intelligenti e interessati alla ricerca scientifica. Come si evince dai numerosi terminali in Halo 3, fu un errore di Mendicant Bias che si lasciò influenzare dalla Mente Suprema e invece di distruggerla l'aiutò in un assalto alla Sfera di Maginot (una barriera difensiva, o una barricata di navi che era stata costruita per evitare il propagarsi del Flood). I Precursori deciserò di creare Offensive Bias con l'unico intento di fermare Mendicant, era in svantaggio numerico. A quel punto il Didatta, responsabile dell'attivazione del complesso Halo, decise di attivarlo visto che non c'era altra possibilità (il Didatta sperava di salvare l'amante, la Bibliotecaria, che era bloccata sulla Terra, cosa che aveva portato i Precursori a trovare un altro metodo, vista la reticenza del Didatta ad attivare il complesso, cosa che portò alla creazione di Mendicant Bias) cosa che portò ad un capovolgimento della battaglia.

### Guardiani o Oracoli
I Guardiani sono piccoli robot cilindrici fluttuanti dotati di un'avanzatissima intelligenza artificiale. Ogni Halo ha un Guardiano, che si occupa della sicurezza dell'installazione e comanda le Sentinelle. I Covenant li chiamano "Oracoli". I Guardiani, in caso di pericolo per il proprio Halo (in mancanza di altre Sentinelle), possono emettere dal loro "occhio" un potente raggio, similmente a quello delle Sentinelle di Onyx, per attaccare i nemici. I Guardiani sono dotati di un'avanzatissima intelligenza artificiale, che normalmente permette loro di valutare le circostanze. Il protocollo di base di un Guardiano è molto cinico: essi mettono al primo posto l'attivazione dell'installazione rispetto alla sopravvivenza delle forme di vita.

### Sentinelle
Le Sentinelle sono robot volanti lunghi poco più di un metro, e sono un efficiente sistema anti-Flood: dotate di un potente Raggio Particellare, e alcune volte anche di Scudi Energetici, le Sentinelle contribuiscono attivamente al contenimento del parassita, muovendosi in gruppo e volando in alto per sfuggire alla forza fisica dei Flood. Se ordinato dal Guardiano, possono attaccare qualsiasi forma vivente. Possono essere facilmente distrutte con armi al plasma, al contrario, sembrano incredibilmente resistenti ai proiettili.

### Enforcer
Giganteschi robot volanti, gli Enforcer vengono impiegati contro le infestazioni Flood più gravi: sono dotati di Scudo Energetico, Mortaio, cannone Spara-Aghi (differente da quello in uso dai Covenant) e arti robotici con cui annientare i veicoli nemici.
Vengono mostrati solo in Halo 2, in cui usano i loro arti per afferrare, alzare e fare a pezzi i veicoli (soprattutto Scorpion e Warthog).

### Costruttori
Questi piccoli droidi fluttuano ovunque ci siano strutture danneggiate e le riparano.
Alcuni esemplari di questi droidi possono essere osservati in una mappa di Halo 3.

### Fantasmi di Onyx
Appaiono nel libro Fantasmi di Onyx: sono più grandi delle normali Sentinelle e il raggio che emettono è potentissimo, tanto da poter distruggere uno SPARTAN-III, avendo essi le armature SPI (Semi-Potenziata-Infiltrazione), ma danneggiando solamente (seppur in modo grave) la Squadra Blu dotata delle normali armature. Queste sentinelle si possono combinare tra di loro unendo così la forza delle armi, degli scudi e dei motori, riuscendo a creare non pochi problemi alle flotte, sia Covenant che dell'UNSC.